# Mieczysław Buziewicz
Mieczysław Michał Buziewicz (ur. 1 października 1934 w Krystynopolu, zm. 14 stycznia 2007 w Lesku) – polski ekonomista i polityk, działacz sportowy i spółdzielczy, poseł na Sejm PRL IX kadencji.

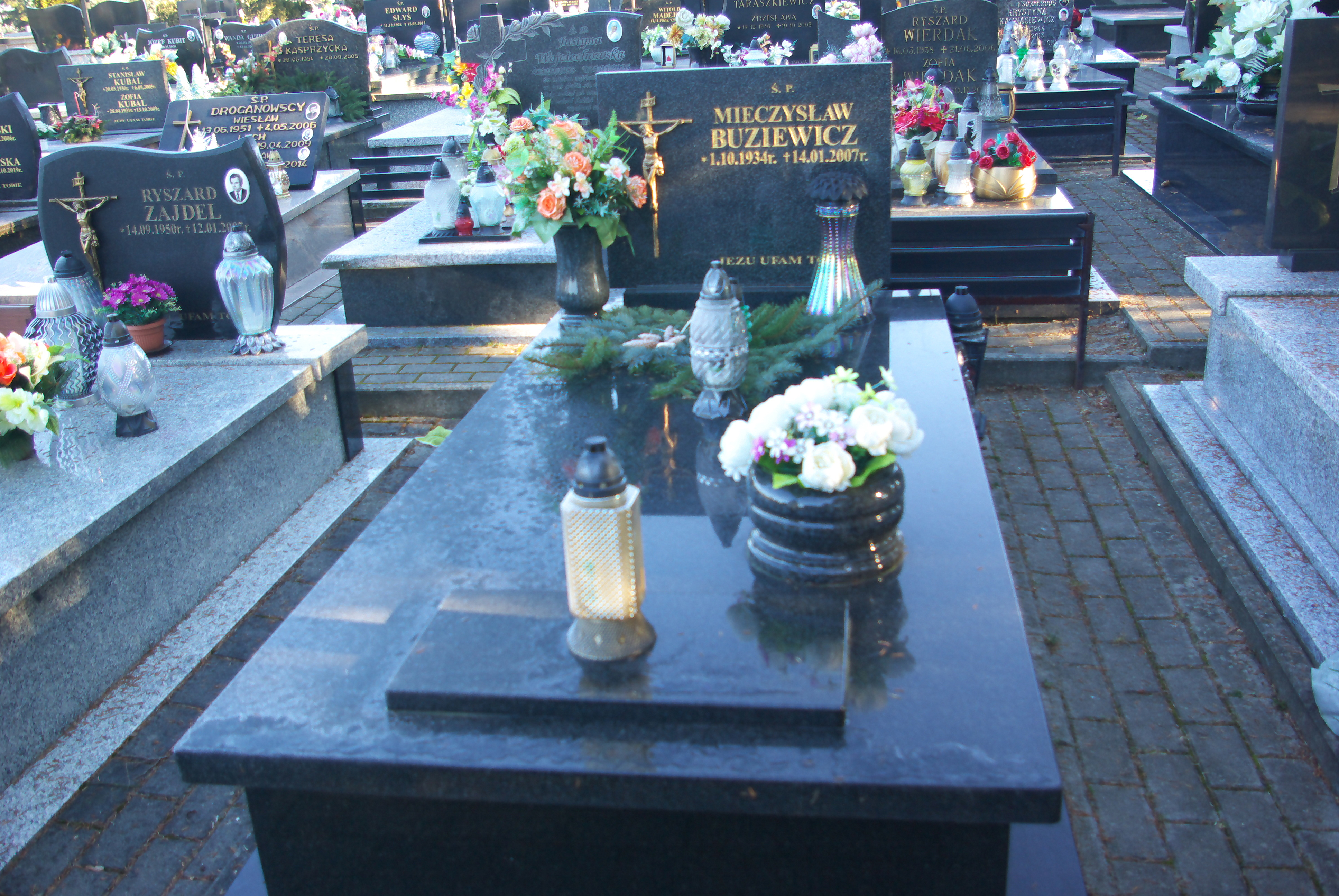
Nagrobek Mieczysława Buziewicza

## Życiorys
Urodził się w rodzinie chłopskiej. Od 1946 do 1947 należał do Związku Harcerstwa Polskiego, w latach 1948–1956 do Związku Młodzieży Polskiej, a w okresie 1957–1965 do Związku Młodzieży Wiejskiej. Kiedy po tzw. korekcie granicy polsko-radzieckiej w 1951 jego rodzinna miejscowość została przekazana Związkowi Radzieckiemu, wraz z całą ludnością polską przesiedlono go w oddany Polsce obszar powiatu ustrzyckiego. W 1958 ukończył Wyższą Szkołę Ekonomiczną w Krakowie, a w 1977 Studium Podyplomowe z zakresu ekonomiki rolnictwa w Szkole Głównej Planowania i Statystyki. Zawodowo związany z bankowością spółdzielczą, był prezesem zarządu BS w Ustrzykach Dolnych. Przez dziesięć lat zasiadał w Wojewódzkiej Radzie Narodowej w Krośnie (m.in. jako członek prezydium). Działał w Podkarpackim Okręgowym Związku Narciarskim.
W 1966 wstąpił do Zjednoczonego Stronnictwa Ludowego, był wiceprezesem Wojewódzkiego Komitetu. W latach 1985–1989 pełnił mandat posła na Sejm PRL IX kadencji z okręgu Krosno, zasiadając w Komisji Planu Gospodarczego, Budżetu i Finansów.
W 2001, w 50. rocznicę wysiedleń ludności polskiej opublikował książkę Stąd nasz ród, jedyną książkę naukową na temat historii najnowszej powiatu sokalskiego, w której szczególny nacisk kładziony jest na losy przesiedleńców.
Odznaczony Orderem Odrodzenia Polski i Medalem 40-lecia Polski Ludowej.
Został pochowany na Cmentarzu Komunalnym w Krośnie.